# Наджран (Сирія)
Наджран (англ. Najran, араб. نجران) — поселення в Сирії, що складає невеличку друзьку общину в нохії Аль-Мазраа, яка входить до складу однойменної мінтаки Ес-Сувейда в південній сирійській мухафазі Ес-Сувейда.